# Manfred Neuhaus
Manfred Neuhaus (* 16. November 1946 in Michelsdorf) ist ein deutscher Historiker, der vor allem als Editionsphilologe an der Marx-Engels-Gesamtausgabe (MEGA) bekannt ist.

## Leben
Nach Besuch der Polytechnischen Oberschule in Lehnin besuchte Neuhaus von 1961 bis 1965 die Erweiterte Oberschule „Thomas Müntzer“ in Ziesar und absolvierte parallel eine Facharbeiterausbildung zum Landmaschinen-Traktoren-Schlosser.
Von 1965 bis 1969 studierte Neuhaus an der Karl-Marx-Universität Leipzig (KMU) die Fächer Geschichte und Philosophie (Marxismus-Leninismus). Nach Abschluss seines Studiums nahm er eine Tätigkeit als wissenschaftlicher Assistent am dortigen Lehrbereich Geschichte der deutschen Arbeiterbewegung und des deutschen Volkes auf. Dort erlangte er 1970 den Abschluss eines Diplomlehrers für Marxismus-Leninismus. In der SED-Kreisleitung der KMU war er ab 1973 Abteilungsleiter, bevor er 1976 wissenschaftlicher Oberassistent an der Sektion Geschichte wurde und die Leitung des Editionsvorhabens der Marx-Engels-Gesamtausgabe übernahm. Zur Thematik Der soziale und politische Hintergrund für Marx’ erste öffentliche Stellungnahme zum Kommunismus und der Beitrag Proudhons zur Entwicklung des sozialen Denkens zu Beginn der vierziger Jahre des 19. Jahrhunderts wurde er 1982 promoviert. Seine Promotion B zum Dr. sc. phil. schloss er 1986 zur Thematik Ergebnisse und Methoden historisch-kritischer Marx-Engels-Edition und die Anwendung der computergestützten Informationsverarbeitung (dargestellt am MEGA-Band I/13) ab.
Neuhaus wurde 1987 zum ordentlichen Professor für die Geschichte der deutschen Arbeiterbewegung und Editionswissenschaft am Franz-Mehring-Institut der KMU berufen. 1989 setzte er sich für die nachträgliche Verleihung der Promotion von Helmut Hirsch ein, die dieser am 31. Januar 1989 erhielt. Am 7. Oktober 1989 beteiligte er sich an dem Versuch von fünf Leipziger Professoren, Gewalt gegen die Leipziger Montagsdemonstrationen zu verhindern. Nach der Wende hatte er kurzzeitig die Professur für Editionswissenschaft inne, die 1992 ersatzlos aufgelöst wurde.
Nach einem Intermezzo als wissenschaftlicher Mitarbeiter der Koordinierungs- und Aufbauinitiative für die Forschung in den Ländern Berlin, Brandenburg, Mecklenburg-Vorpommern, Sachsen, Sachsen-Anhalt und Thüringen (KAI) nahm er 1995 seine Tätigkeit an der Edition der Schriften von Karl Marx und Friedrich Engels wieder auf. Er wurde zunächst wissenschaftlicher Mitarbeiter und am 1. Februar 1998 Arbeitsstellenleiter an der nun an der Berlin-Brandenburgischen Akademie der Wissenschaften angesiedelten Erstellung der Marx-Engels-Gesamtausgabe. Seit 2011 befindet er sich im Ruhestand.
Neuhaus war Gründungsmitglied der Rosa-Luxemburg-Stiftung Sachsen, deren Vorsitz er von 1992 bis 1998 innehatte. Er gehört seit 2003 dem wissenschaftlichen Beirat der Stiftung an. Seit 1998 ist er Mitglied der Leibniz-Sozietät der Wissenschaften zu Berlin und seit 2000 Sekretär der Internationalen Marx-Engels-Stiftung Amsterdam.

## Ehrungen
- Artur-Becker-Medaille in Bronze (1965)
- Artur Becker-Medaille in Silber (1969)
- Ehrennadel der Karl-Marx-Universität Leipzig (1969)
- Verdienstmedaille der DDR (1977)
- Pestalozzi-Medaille für treue Dienste in Bronze (1977)
- Gottfried Wilhelm Leibniz-Preis der Karl-Marx-Universität Leipzig (1981)

## Veröffentlichungen (Auswahl)
- Manfred Neuhaus, Giesela Neuhaus: Wirkungsgeschichtliche Anmerkungen zur „New York Tribune“-Publizistik von Karl-Marx und Friedrich Engels. In: Beiträge zur Marx-Engels-Forschung. 3, Berlin 1978, S. 45–55. Digitalisat
- Giesela Neuhaus, Manfred Neuhaus, Klaus-Dieter Neumann: Waren die Jahre 1854 bis 1856 verlorene Jahre für die Geschichte der marxistischen politischen Ökonomie? (Gedanken zum Profil und den konzeptionellen Problemen der Arbeit am MEGA2- Band I/13). In: Hallesche Arbeitsblätter zur Marx-Engels-Forschung. Heft 9. Halle, 1979, S. 19–35. Digitalisat
- Konzeptionelle Probleme und Effektivitätsreserven der editorischen Bearbeitung der New York Daily Tribune-Publizistik von Marx und Engels. In: Beiträge zur Marx-Engels-Forschung. 6, Berlin 1980, S. 121–126. (Digitalisat)
- Zum Beitrag der historisch-kritischen Marx-Engels-Gesamtausgabe (MEGA) für die Erforschung der Geschichte der Gesellschaftswissenschaften. In: Wissenschaftliche Zeitschrift Karl-Marx-Universität Leipzig. Gesellschafts- und Sprachwissenschaftliche Reihe, Jg. 29, 1980, Heft 3, S. 369–375.
- Giesela Neuhaus, Manfred Neuhaus: Karl Marx und Friedrich Engels als Auslandskorrespondenten der einflussreichsten progressiven bürgerlichen Zeitung am Vorabend des nordamerikanischen Bürgerkrieges. Zur Geschichte der Mitarbeit der Klassiker des Marxismus an der „New York Tribune“. In: Marx-Engels-Forschungsberichte. Heft 1. Leipzig 1981, S. 12–67.
- (Hrsg.): Marx-Engels-Forschungsberichte. Heft 1–6. Karl-Marx-Universität. Leipzig 1981–1990.
- Der soziale und politische Hintergrund für Marx’ erste öffentliche Stellungnahme zum Kommunismus und der Beitrag Proudhons zur Entwicklung des sozialen Denkens zu Beginn der vierziger Jahre des 19. Jahrhunderts. Leipzig 1981.[5]
- Proudhon, Pierre-Joseph. In: Erhard Lange, Dietrich Alexander (Hrsg.): Philosophenlexikon. Dietz Verlag, Berlin 1982, S. 769–773.
- Hans-Jürgen Bochinski, Manfred Neuhaus: Marx und Engels und die „New-York Tribune“. Zur Entstehung und zum Charakter der Zeitung sowie zur Mitarbeit von Marx und Engels 1853. In: Marx-Engels-Jahrbuch. 5. Dietz Verlag, Berlin 1982, S. 215–256. Digitalisat
- Manfred Neuhaus, Karl-Frieder Grube: Eine Unbekannte Arbeit von Karl Marx aus der „New-York Tribune“. Der neunte Artikel der Beitragsfolge „Das revolutionäre Spanien“. In: Beiträge zur Geschichte der Arbeiterbewegung. Dietz Verlag, Berlin 26. Jg. 1984, Heft 4, S. 478–490. ISSN 0005-8068
- Karl Marx Friedrich Engels Gesamtausgabe (MEGA) Erste Abteilung. Werke Artikel Entwürfe. Band 13. Karl Marx Friedrich Engels. Werke Artikel Entwürfe Januar bis Dezember 1854. Bearbeitung des Bandes Manfred Neuhaus (Leiter). Dietz Verlag, Berlin 1985, ISBN 3-05-003357-6.
- Karl-Frieder Grube, Giesela und Manfred Neuhaus, Klaus-Dieter Neumann: Karl Marx’ Studien zur Geschichte der Diplomatie, der orientalischen Frage und des bürgerlichen Revolutionszyklus in Spanien. Struktur, Inhalt und Hauptprobleme der editorischen Bearbeitung des MEGA-Bandes IV/12 (Thesen). In: Beiträge zur Marx-Engels-Forschung. 22, Berlin 1987, S. 218–224. Digitalisat
- Ergebnisse und Methoden historisch-kritischer Marx-Engels-Edition und die Anwendung der computergestützten Informationsverarbeitung (dargestellt am MEGA-Band I/13). Leipzig 1988.[6]
- Ein Schlüssel zur Schatzkammer unserer Theorie und Weltanschauung. Zum Erscheinen der Bände 1-10 des Marx-Engels-Jahrbuches. In: Beiträge zur Marx-Engels-Forschung. 25. Berlin 1988, S. 284–295. Digitalisat
- Robert Anthony Fenn. In: MEGA Studien 1994/1. Dietz Verlag, Berlin 1994, ISBN 3-320-01826-4, S. 178–179.
- „Wenn jemand seinen Kopf bewußt hinhielt…“. Beiträge zu Werk und Wirken von Walter Markov. Hrsg. von Manfred Neuhaus und Helmut Seidel in Verbindung mit Gerald Diesener und Matthias Middell. Rosa-Luxemburg-Verein, Leipzig 1995.
- Günter Reimann, Herbert Wehner, Zwischen zwei Epochen. Briefe 1946. Hrsg. von Claus Baumgart und Manfred Neuhaus. Mit einem Vorwort von Hermann Weber. Gustav Kiepenheuer Verlag, Leipzig 1998, ISBN 3-378-01029-0.
- Karl Marx Friedrich Engels Gesamtausgabe (MEGA) Erste Abteilung. Werke Artikel Entwürfe. Band 14. Hrsg. von der Internationalen Marx-Engels-Stiftung Amsterdam. Karl Marx Friedrich Engels. Werke Artikel Entwürfe Januar bis Dezember 1855. Text Bearbeitet von Hans-Jürgen Bochinski und Martin Hundt. Unter Mitwirkung von Ute Emmrich und Manfred Neuhaus. Akademie Verlag, Berlin 2001, ISBN 3-05-003610-9.
- Gerald Hubmann, Herfried Münkler, Manfred Neuhaus: „… es kömmt drauf an sie zu verändern“. Zur Wiederaufnahme der Marx-Engels-Gesamtausgabe (MEGA). In: Deutsche Zeitschrift für Philosophie. 49 (2001), Heft 2, S. 299–311.
- Jürgen Herres, Manfred Neuhaus (Hrsg.): Politische Netzwerke durch Briefkommunikation. Briefkultur der politischen Oppositionsbewegungen und frühen Arbeiterbewegungen im 19. Jahrhundert. (= Berichte und Abhandlungen. Berlin-Brandenburgische Akademie der Wissenschaften. Sonderband). Akademie-Verlag, Berlin 2002, ISBN 3-05-003688-5.
- Grußwort. In: In Memoriam Wolfgang Jahn. Argument, Hamburg 2002, ISBN 3-88619-649-6, S. 6. (Digitalisat)
- Manfred Neuhaus, Helmut Seidel (Hrsg.): Universität im Aufbruch – Leipzig 1945–1956. Beiträge des Siebenten Walter-Markov-Kolloquiums. Rosa-Luxemburg-Stiftung Sachsen, Leipzig 2002, ISBN 3-89819-102-8.
- Schiffe und Festungen. Friedrich Engels als Militärtheoretiker. In: Vom mühseligen Suchen und glückhaften Finden / Kolloquium anläßlich des 75. Geburtstages von Prof. Dr. Heinrich Gemkow am 28. Juni 2003 in Berlin. Helle Panke, Berlin 2003. Heft 1, S. 40–45.
- Hans-Peter Harstick, Manfred Neuhaus: Clausewitz und Marx. Eine archivalische Nachlese. In: Helmut Bleiber (Hrsg.): Revolution und Reform in Deutschland im 19. und 20. Jahrhundert. Zum 75. Geburtstag von Walter Schmidt. Band 2. Trafo-Verlag, Berlin 2005, ISBN 3-89626-532-6, S. 129–150.
- Karl Marx Friedrich Engels Gesamtausgabe (MEGA) Vierte Abteilung.  Exzerpte, Notizen, Marginalien. Band 12. Exzerpte und Notizen, September 1853 bis Januar 1855. Bearb. von Manfred Neuhaus und Claudia Reichel. Unter Mitwirkung von Karl-Frieder Grube. Akademie Verlag, Berlin 2007, ISBN 978-3-05-003488-1.
- Giesela Neuhaus, Manfred Neuhaus (Red.): In Memoriam Helmut Seidel. Leipzig 2008.
- Klassiker unter Klassikern – Geschichte, editionsphilologische Grundlagen und Perspektiven der Marx-Engels-Gesamtausgabe (MEGA). In: German Philosophy and its Documents and Texts. Beijing 2009, S. 54–63.
- Karl Marx Friedrich Engels Gesamtausgabe (MEGA) Vierte Abteilung.  Exzerpte, Notizen, Marginalien. Band 26. Karl Marx Exzerpte und Notizen zur Geologie, Mineralogie und Agrikulturchemie. März bis September 1878. Bearbeitet von Anneliese Griese, Peter Krüger und Richard Sperl. Unter Mitwirkung von Peter Jäckel, Daniel Neuhaus, Manfred Neuhaus und Gerd Pawelzig. Akademie Verlag, Berlin 2011, ISBN 978-3-05-004673-0.
- Marx als Europakorrespondent der „New-York Tribune“. Wirkungszeugnisse und Themen. In: Z. Zeitschrift Marxistische Erneuerung. Frankfurt am Main 2011, S. 129–136. ISSN 0940-0648
- Die Himmelsstürmer von der Seine. Vor 140 Jahren wurde die Pariser Kommune proklamiert. Spontane Regierung des Volkes durch das Volk. In: Rainer Holze (Hrsg.): Basisdemokratie und Arbeiterbewegung. Günter Benser zum 80. Geburtstag. Karl Dietz Verlag, 2012, ISBN 978-3-320-02272-3, S. 81–83.
- Zum Stand der Arbeit an der Marx-Engels-Gesamtausgabe (Vortrag Leibniz Sozietät 2012 online)
- Manfred Neuhaus, Klaus Kinner: Ferdinand Lassalle und der ADAV. Beiträge zum historischen Diskurs der Linken. Leipzig 2014. ISBN 978-3-89819-399-3. Digitalisat
- „Furchtbarste Missile“ und „Triumph der deutschen Wissenschaft“ – Anmerkungen zur Wirkungsgeschichte des ersten „Kapital“–Bandes. In: Dieter Janke, Jürgen Leibiger, Manfred Neuhaus (Hrsg.): Marx’ „Kapital“ im 21. Jahrhundert. Beiträge des Kolloquiums am 6. Mai 2017 in Leipzig. Rosa-Luxemburg-Stiftung Sachsen, Leipzig 2017, ISBN 978-3-947176-01-4, S. 21–34.
- „… endlich einmal mit derben rembrandtschen Farben geschildert“: Marx’ Leben und Werk in der Biografik – Versuch einer Zwischenbilanz nach dem Bicentenaire. In: Mitteilungen Förderkreis Archive und Bibliotheken zur Geschichte der Arbeiterbewegung. Nr. 56. September 2019, Berlin 2019, S. 36–51. ISSN 1869-3709
- Ein verschollenes Buch aus Engels’ Militaria-Sammlung wiederge-funden: Wilhelm von Willisens „Theorie des großen Krieges. DritterTheil“. In: Mitteilungen Förderkreis Archive und Bibliotheken zur Geschichte der Arbeiterbewegung. Nr. 58. September 2020, Berlin 2020, S. 20–39.ISSN 1869-3709 Digitalisat
- Zum Andenken an Prof. Dr. Jutta Seidel. Autoren: Peter Porsch, Manfred Neuhaus, Konstanze Caysa, Volker Caysa, Siegfried Kätzel, Horst Richter, Kurt Schneider, Harald Koth, Annelies Laschitza, Ursula Herrmann, Ursula Wittich, Klaus Kinner, Gerd Callesen, Günter Benser, Harry Stein und Volker Külow. Rosa-Luxemburg-Stiftung Sachsen, Leipzig 2017, S. 9 ff.  und 49 ff. ISBN 978-3-947176-03-8 Digitalisat